# K-Wagen
K-Wagen (Großkampfwagen) je bio njemački super teški tenk. Planirana su dva prototipa, ali niti jedan nije u potpunosti dovršen do kraja I. svjetskog rata.

## Dizajn
Nakon što su njemački generali otkrili sve prednosti tenkova, odmah su odlučili napraviti najveći tenk na svijetu. Rad na njegovu razvoju započeo je u prosincu 1917., s namjerom uvođenja u operativnu uporabu tijekom 1919. godine. I ovaj put posao je dodijeljen Josephu Vollmeru. Upravo K-Wagen pokazuje da su njemački generali i u I. svjetskom ratu vjerovali u mogućnost razvoja oružja preokreta koje će spriječiti neminovni poraz.
Kako bi dominirao bojištem, K-Wagen (Gross Kampfwagen) je trebao dobiti naoružanje od čak četiri topa kalibra 77 mm, te još sedam strojnica kalibra 7,9 mm. Borbeni komplet za topove je bio 800 granata, a za strojnice 21 000 metaka. Ukupna masa vozila bila je "samo" 152 400 kg. Zbog toga je trebao dobiti dva Daimler-Benz avionska motora pojedinačne snage 484,7 kW (650 KS). To je trebalo biti dovoljno za maksimalnu brzinu od 7,5 km/h na dobro uređenoj cesti. S obzirom na masu teško da bi se tih godina u Europi uopće i pronašla dovoljno dobra cesta koja bi izdržala K-Wagena.
Kako je 152 tone ipak bilo previše, naknadno je odlučeno da se prvobitna debljina oklopa smanji na 10 do 30 mm. Tako je i masa pala na "samo" 148 tona. Kako je za vozilo dužine 12,98 m trebala posada od 22 člana, projektanti su ga odlučili opremiti modificiranim komunikacijskim sustavom preuzetim s podmornica.
Masa od 148 tona bila je prevelika i za tadašnje vagone. Zbog toga je K-Wagen projektiran da se prije ukrcaja rastavi na četiri (neki izvori navode šest) sekcije. Nakon dopreme do bojišta tenk bi se ponovno sastavio. Naravno, drugi bi problem bio kako grdosiju od 148 tona uopće dopremiti do prvih crta, ali do toga njemački projektanti i časnici nisu niti došli. Naime, iako je serijska proizvodnja K-Wagena odobrena već krajem 1917. godine, do svršetka I. svjetskog rata nije dovršen niti jedan primjerak. Zapravo su u studenom 1918. u berlinskom pogonu tvrtke Riebe-Kugellager upravo dovršavali prvi od dva prototipa. Kako je rat završio prije njegovog dovršetka, nisu obavljene niti prve testne vožnje.
Bez obzira na to, K-Wagen je bio prvi nagovještaj sklonosti njemačkih generala teškim tenkovima koji će dominirati bojištima, što će na kraju II. svjetskog rata dovesti do razvoja još jednog supertenka - Mausa.